# Jusići (Šipovo)
Jusići (szerbül: Јусићи) falu Bosznia-Hercegovinában, Bosanska krajina területén, a Szerb Köztársaságban, Šipovo községben. 

## Fekvése
Bosznia-Hercegovina közép-nyugati részén, Banja Lukától légvonalban 53, közúton 92 km-re délre, községközpontjától légvonalban 5 km-re, közúton 8 km-re északnyugatra, a Mladačka-patak szurdoka feletti fennsíkon, 900 méteres tengerszint feletti magasságban található.

## Népessége
| Nemzetiségi csoport | Népesség 1991 | Népesség 2013 |
| ------------------- | ------------- | ------------- |
| Szerb               | 161           | 62            |
| Bosnyák             | 0             | 0             |
| Horvát              | 1             | 0             |
| Jugoszláv           | 0             | 0             |
| Egyéb               | 0             | 0             |
| Összesen            | 162           | 62            |

## Története
A régészeti leletek tanúsága szerint Jusići területe már a római korban lakott volt. A falu határában, Bjelići településrészen, két különböző lelőhelyen római települések nyomaira bukkantak. Jusići középkori életéről tanúskodnak az egyik lelőhelyen feltárt középkori temető maradványai. A középkori település végét feltehetően a közeli Sokol várának 1518 körül bekövetkezett eleste jelentette.
A település 1878-ig tartozott az Oszmán Birodalomhoz, majd az Osztrák-Magyar Monarchia része lett. A monarchia szétesésével 1918-ben előbb a Szerb-Horvát-Szlovén Királyság, majd 1929-től a Jugoszláv Királyság része. Jugoszlávia megszállása után a falu a Független Horvát Állam (NDH) része lett. 1945-től a település a szocialista Jugoszlávia része volt. A településen az 1991-es népszámlálás adatai szerint 162-en éltek. A Bosznia-Hercegovinában zajló polgárháború idején a Visoko Krajina többi településéhez hasonlóan a Boszniai Szerb Köztársaság része volt. A területén 1995 szeptemberéig nem volt háborús hadművelet, ekkor azonban a település területét a Horvát Köztársaság fegyveres ereje megszállta. A horvát csapatok elől a lakosság elmenekült. A daytoni békeszerződés aláírása után a település a Szerb Köztársasághoz, azon belül Šipovo községhez került.

## Nevezetességei
- Gromile – római település maradványai a Bjelići településrészen három halom alatt, benne építőanyag maradványokkal, főként tégla és cserép, valamint kerámiatöredékekkel.[4]

- Spasovina – Bjelići római település és középkori temető maradványai. A temető feltárása során római téglákba és masszív alapfalakba ütköztek. A temetőben fennmaradt egy stećak sírkő is. A római kori leletek az 1. – 4. századból származnak.[4]